# Johann Heinrich Fack (Werft)
Die Werft Johann Heinrich Fack auf dem Brook in Itzehoe bestand von 1880 bis 1912; in dieser Zeit wurden dort 113 Schiffe gebaut, darunter viele Lägerdorfer Ewer.

## Schiffbauerfamilie Fack
Um 1900 gehörte die Familie Fack zu den bekanntesten Schiffbauerfamilien in Holstein. Der Werftbesitzer Hans Fack hatte fünf Söhne, die ebenfalls alle wieder Schiffbauer wurden und Betriebe leiteten. Laut Herbert Karting ist es in der deutschen Schiffbaugeschichte wahrscheinlich einmalig, dass fünf Brüder zur selben Zeit fünf Werften betrieben.
Von 1852 bis 1856 baute Hans Fack in Itzehoe Ewer, bevor er seine Werft nach Wilster verlegte. Sie wurde 1876 von Hans Facks Sohn Johannes übernommen, der sie jedoch wenige Jahre später aufgab. Hans Fack hatte mittlerweile 1873 in Burg/Dithmarschen wiederum eine Werft gegründet, auf der vorrangig Ewer gebaut wurden. Diese Werft ging 1899 in die Hände seines zweiten Sohnes, Ferdinand, über, und bestand bis 1905. Hans Facks dritter Sohn Hermann besaß eine Werft in Tönning, der vierte Sohn, Wilhelm, baute in Rethwisch bei Lägerdorf Schiffe und der fünfte Sohn, Johann Heinrich Fack, gründete 1880 in Itzehoe seine Werft.

## Johann Heinrich Facks Werft in Itzehoe
Johann Heinrich Fack, am 6. November 1852 in Wilster geboren, absolvierte eine Lehre bei seinem Vater. Wegen Plattfüßen nur der Ersatz-Reserve als Pionier zugeteilt, brauchte er nach seiner Ausbildungszeit keinen Militärdienst zu leisten, sondern konnte gleich eine Beschäftigung auf einer Werft in Kiel-Gaarden aufnehmen, kehrte aber bald nach Wilster zurück. Auf dem Brook in Itzehoe richtete er 1880 seinen eigenen Schiffbauplatz ein, wo er als erstes Fahrzeug einen Giekewer zimmerte, der 1881 verkauft wurde. Für die nächsten Jahre sind keine Neubauten beurkundet, dann jedoch wurde die Fack-Werft sehr aktiv. Insgesamt sind 17 hölzerne und 96 eiserne bzw. stählerne Schiffsbauten bezeugt, wobei die tatsächlichen Zahlen vermutlich aber höher lagen, da kleinere Fahrzeuge, die in der Binnenschifffahrt genutzt wurden, nicht immer beurkundet wurden.
1897 lief mit der Catharina das erste Stahlschiff bei Johann Heinrich Fack vom Stapel. 1899 wurden auf Facks Werft nicht weniger als acht Schiffe fertiggestellt. Das 50. Schiff, das in der Werft gebaut wurde, war der Ewer Orient, der am 8. Juli 1902 vom Stapel lief. 1905 wurden zehn Neubauten fertiggestellt. Johann Heinrich Fack baute vorzugsweise Ewer und Schuten, aber auch andere Fahrzeuge wie Dampfschlepper und drei stählerne Motorboote. Außerdem bot er auch Reparaturen an, so etwa für den bei Brunsbüttel gesunkenen Schleppleichter Saturn.
Die Konkurrenz aus den Niederlanden führte schließlich dazu, dass Johann Heinrich Fack seine Werft aufgeben musste. Sie wurde im Jahr 1912 zwangsversteigert und brachte 70.000 Mark ein. Als Werft tauchte sie noch 1914 im Adressbuch auf; später wurden die Anlagen abgerissen. Auf dem Grundstück steht heute die Halle eines Möbeldiscounters. Facks Wohn- und Kontorhaus existierte bis in die 1970er Jahre.
Fack wurde Generalvertreter einer Versicherungsgesellschaft und betrieb nebenbei ein Bergungsunternehmen. Er starb 1925.

## Erhaltene Schiffe
Einige der sehr solide gebauten Schiffe von der Fack-Werft existieren noch. Das älteste dürfte ein Giekewer aus dem Jahr 1899 sein. Er lief als Hans vom Stapel und trägt mittlerweile den Namen Hans von Wilster. Das Schiff wurde restauriert und wird in der Jugendarbeit eingesetzt. Die Dora fährt auf der Unterelbe als Freizeitschiff, Baurat Bolten trägt mittlerweile den Namen Den Diel und ist eine Touristenattraktion in Belgien, die Moewe, einst für Zementtransporte genutzt, gehört seit 1997 zum Bestand des Museumshafens Oevelgönne und ist restauriert. Von der Caecilie blieb das Vorschiff im Museum für Hamburgische Geschichte erhalten. Der Besanewer Sirene trägt inzwischen den Namen Heimkehr II und wurde vor der Verschrottung bewahrt. Auch das Treidelschiff Alida blieb erhalten.

## Schiffsbauten (unvollständige Liste)
- 1880 Giekewer (Holz)
- 1897 Catharina (erstes Stahlschiff)
- 1899 Hans (Giekewer und möglicherweise das älteste erhaltene Fack-Schiff, heute Hans von Wilster)[2]
- 1900 Bertha (Besanewer)
- 1902 Orient (Besanewer, Heimathafen: Wischhafen. 2006 abgewrackt)[3]
- 1902 Dora (Besanewer, lange als Rammschute genutzt, dann zu einem Motorewer zurückgebaut, auf der Unterelbe in Fahrt)

- 1903 Eider (erstes Dampfschiff)

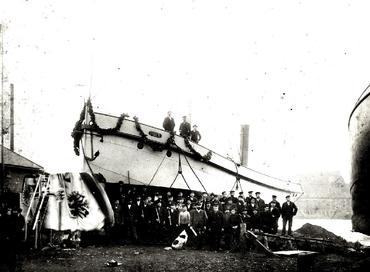
Stapellauf der Eider

- 1903 Julie (größter Ewer der Fack-Werft mit 55,7 Bruttoregistertonnen)
- 1904 Schlepp- und Personendampfer für H. J. Freudenberg in Bremen
- um 1904 Besanewer für G. Hahn und C. Lührs in Wischhafen (identisch mit dem nachfolgend genannten Schiff?)
- 1904 Emma-Lucie (Ewer für Claus Heinrich Lührs, Hamburg, später Gondel)[4]
- 1904 Alida (Treidelschiff, erhalten)[5]
- um 1904 Schute für Bügler in Münsterdorf
- um 1904 Schute für H. Söder in Hamburg
- 1905 Passagierdampfer für die Unterelbe
- 1905 Caecilie (See-Ewer, abgewrackt, das Vorschiff befindet sich im Museum für Hamburgische Geschichte)
- um 1906 Anna (Ewer für Hans Bruhn aus Wilster)
- 1906 Baurat Bolten (Passagierdampfer, mit 96,6 Bruttoregistertonnen das größte von Fack gebaute Schiff. Mehrfach umbenannt, derzeit Den Diel)[6]
- 1907 Moewe (Besanewer, heute im Museumshafen Oevelgönne)[7][8]

- 1908 Magdalena (Besanewer)
- 1908 Hans Otto (Segelschute)

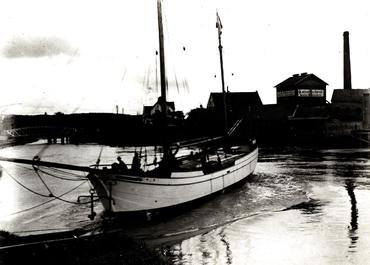
Stapellauf der Magdalena

- 1908 Sirene (Besanewer, lag in Wischhafen auf Slip und sollte verschrottet werden, mittlerweile Heimkehr II)[9]
- 1910 Schute
- 1910 Schute